# Lealdade

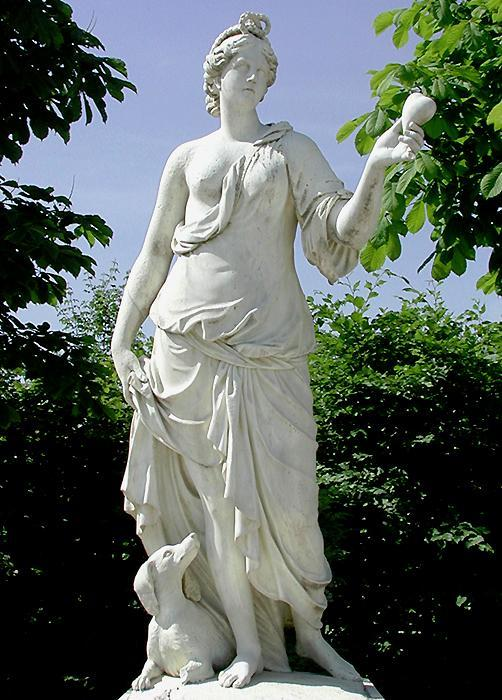
La Fidélite (Fidelidade) nos Jardins de Versalhes.

A lealdade é a fidelidade a um país, grupo social ou  pessoa, com base em probidade, senso de dever e respeito. A definição de lealdade em Direito e Ciência Política é a fidelidade de um indivíduo a uma nação.

## Concepção de Josiah Royce
Josiah Royce no seu livro The Philosophy of Loyalty (traduzido: A filosofia da lealdade) publicado em 1908 apresenta uma definição diferente do conceito. Royce sustenta que a lealdade é uma virtude, uma virtude primária, «o centro de todas as virtudes, o dever central entre todos os deveres». Royce apresenta a lealdade, à qual define com grande detalhe, como o princípio moral básico do qual se derivam todos os outros princípios. A definição breve que apresenta é que a lealdade é «o propósito consciente e prática e ampla de uma pessoa a uma causa». A causa deve ser uma causa objectiva. Não pode ser um mesmo. É algo externo à pessoa que se espera encontrar no mundo externo, e que não é possível o encontrar num mesmo. Não trata sobre um mesma senão sobre outras pessoas. O propósito é activo, uma rendição do desejo próprio à causa que um ama. Segundo Royce, a lealdade é social. A lealdade a uma causa aúna aos numerosos seguidores da causa, unindo em seu serviço. Richard P. Mullin, professor de filosofia na Wheeling Jesuit University, descreve às três palavras «voluntária e prática e completa» como «cheias de significado». A lealdade é voluntária quanto a que se oferece em forma livre, sem coerção. É eleita depois de uma análise pessoal, não é algo com o que um nasce. A lealdade é prática no sentido de que é praticada. É levada a cabo em forma activa, não em forma passiva como se fosse um sentimento forte por algo. A lealdade é completa no sentido que não é um interesse casual senão um compromisso pleno com uma causa.

## Em relação com outros temas

### Patriotismo
A lealdade se costuma identificar directamente com o patriotismo. No entanto, faz notar que isso não é correcto, já que enquanto os patriotas podem ter lealdade, não em todos os casos as pessoas leais são patriotas. Nathanson põe como exemplo o caso de um soldado mercenário, que demonstra lealdade às pessoas ou país que lhe abonam seu paga. Nathanson destaca a diferença nas motivações entre o mercenário leal e um patriota. Um mercenário pode estar bem motivado por um sentido de profissionalismo, ou uma crença na santidade dos contratos. Contudo, um patriota, pode sentir-se motivado pelo afecto, preocupação, identificação, e uma vontade de sacrifício.
Nathanson sustenta que não sempre é uma virtude a lealdade patriótica. Em geral, é possível confiar numa pessoa leal, e portanto as pessoas vêem a lealdade como uma virtude. No entanto, Nathanson sustenta que a lealdade pode ser com pessoas ou causas que não são dignas dela. Não só isso, em ocasiões a lealdade pode dar lugar a que patriotas apoiem políticas que são inmorais e desumanas. Portanto, Nathanson afirma que, a lealdade patriótica às vezes podem ser mais um vício que uma virtude, quando suas consequências excedem os límites do que é moralmente desejável. Segundo Nathanson tais lealdades, são definidas erroneamente como ilimitadas em seus alcances, e fracassam em reconhecer os límites da moralidade.